# Puya ctenorhyncha
Puya ctenorhyncha là một loài thực vật có hoa trong họ Bromeliaceae. Loài này được L.B.Sm. miêu tả khoa học đầu tiên năm 1954. Chúng à loài đặc hữu của Bolovia.